# Grodziec (gemeente)
De gemeente Grodziec is een landgemeente in het Poolse woiwodschap Groot-Polen, in powiat Koniński.
De zetel van de gemeente is in Grodziec.
Op 30 juni 2004 telde de gemeente 5251 inwoners.

## Oppervlakte gegevens
In 2002 bedroeg de totale oppervlakte van gemeente Grodziec 117,72 km², waarvan:
- agrarisch gebied: 56%
- bossen: 37%

De gemeente beslaat 7,46% van de totale oppervlakte van de powiat.
In het stadje Grodziec bevindt zich boven op een beboste heuvel de ruïne van het kasteel Grodziec.

## Demografie
Stand op 30 juni 2004:
| Omschrijving                   | Totaal | Totaal | Vrouwen | Vrouwen | Mannen | Mannen |
| ------------------------------ | ------ | ------ | ------- | ------- | ------ | ------ |
| eenheid                        | aantal | %      | aantal  | %       | aantal | %      |
| inwoners                       | 5251   | 100    | 2649    | 50,4    | 2602   | 49,6   |
| bevolkingsdichtheid (inw./km²) | 44,6   | 44,6   | 22,5    | 22,5    | 22,1   | 22,1   |

In 2002 bedroeg het gemiddelde inkomen per inwoner 1289,05 zł.

## Administratieve plaatsen (sołectwo)
Biała, Biała-Kolonia, Biskupice, Bystrzyca, Czarnybród, Grodziec, Janów, Junno, Królików, Królików Czwarty, Lądek, Łagiewniki, Nowe Grądy, Stary Borowiec, Stara Ciświca, Stare Grądy, Wielołęka, Zaguźnica.

## Overige plaatsen
Aleksandrówek, Biskupice-Kolonia, Konary, Lipice, Mokre, Nowa Ciświca, Nowa Huta, Nowy Borowiec, Stara Huta, Stary Tartak, Tartak, Wycinki.

## Aangrenzende gemeenten
Blizanów, Chocz, Gizałki, Rychwał, Rzgów, Stawiszyn, Zagórów